# Pandanus horizontalis
Pandanus horizontalis är en enhjärtbladig växtart som beskrevs av Harold St.John. Pandanus horizontalis ingår i släktet Pandanus och familjen Pandanaceae. Inga underarter finns listade.